# Olympische Sommerspiele 1976/Kanu – Zweier-Kajak 500 m (Männer)
Die Wettkämpfe im Zweier-Kajak über 500 Meter bei den Olympischen Sommerspielen 1976 wurde vom 28.–30. Juli auf der Île Notre-Dame ausgetragen.
Der Wettbewerb war die erste Ausgabe des Männer-Zweier-Kajaks über 500 Meter bei Olympischen Sommerspielen.
Es wurden jeweils drei Vorläufe, Hoffnungsläufe und Halbfinals ausgetragen, bis nach dem Finale das ostdeutsche Boot mit Joachim Mattern und Bernd Olbricht als Olympiasieger feststand.

## Ergebnisse

### Vorläufe
Die jeweils ersten drei Boote qualifizierten sich für die Halbfinals, die restlichen Boote für die Hoffnungsläufe.

#### Vorlauf 1
| Rang | Athleten                        | Nation             | Zeit        |
| ---- | ------------------------------- | ------------------ | ----------- |
| 1    | Jean-Pierre Burny Paul Hoekstra | Belgien            | 1:42,32 min |
| 2    | John Southwood John Sumegi      | Australien         | 1:42,40 min |
| 3    | Arend Bloem Lodewijk Jacobs     | Niederlande        | 1:44,88 min |
| 4    | Bruno Bicocchi Antoine Cipriani | Frankreich         | 1:45,40 min |
| 5    | Rod Gavin John Leonard          | Neuseeland         | 1:47,03 min |
| 6    | Juan Bostelmann Hermelindo Soto | Mexiko             | 1:48,88 min |
| 7    | Rudolf Blass Erich Pasch        | BR Deutschland     | 1:48,89 min |
| 8    | Michael Johnson William Leach   | Vereinigte Staaten | 1:55,10 min |

#### Vorlauf 2
| Rang | Athleten                             | Nation      | Zeit        |
| ---- | ------------------------------------ | ----------- | ----------- |
| 1    | Joachim Mattern Bernd Olbricht       | DDR         | 1:40,14 min |
| 2    | Serhij Nahornyj Uladsimir Ramanouski | Sowjetunion | 1:40,23 min |
| 3    | José Seguín Guillermo del Riego      | Spanien     | 1:41,24 min |
| 4    | Anders Andersson Lars Andersson      | Schweden    | 1:42,56 min |
| 5    | József Deme János Rátkai             | Ungarn      | 1:42,75 min |
| 6    | Ryszard Oborski Grzegorz Śledziewski | Polen       | 1:46,31 min |

#### Vorlauf 3
| Rang | Athleten                          | Nation    | Zeit        |
| ---- | --------------------------------- | --------- | ----------- |
| 1    | Larion Serghei Policarp Malîhin   | Rumänien  | 1:43,49 min |
| 2    | Hannu Kojo Kari Markkanen         | Finnland  | 1:44,51 min |
| 3    | Lasar Christow Borislaw Borissow  | Bulgarien | 1:46,02 min |
| 4    | Denis Barré Steve King            | Kanada    | 1:46,47 min |
| 5    | Paolo Lepori Pier Duilio Puccetti | Italien   | 1:49,59 min |
| 6    | Declan Burns Brendan O’Connell    | Irland    | 1:56,86 min |
| 7    | Ng Hin Wan Hui Cheong             | Hongkong  | 2:08,70 min |

### Hoffnungsläufe
Die ersten drei Boote des Hoffnungsläufe erreichten die Halbfinals.

#### Hoffnungslauf 1
| Rang | Athleten                        | Nation         | Zeit        |
| ---- | ------------------------------- | -------------- | ----------- |
| 1    | József Deme János Rátkai        | Ungarn         | 1:42,51 min |
| 2    | Bruno Bicocchi Antoine Cipriani | Frankreich     | 1:44,98 min |
| 3    | Rudolf Blass Erich Pasch        | BR Deutschland | 1:46,12 min |
| 4    | Declan Burns Brendan O’Connell  | Irland         | 1:47,56 min |

#### Hoffnungslauf 2
| Rang | Athleten                          | Nation   | Zeit        |
| ---- | --------------------------------- | -------- | ----------- |
| 1    | Anders Andersson Lars Andersson   | Schweden | 1:43,60 min |
| 2    | Paolo Lepori Pier Duilio Puccetti | Italien  | 1:45,30 min |
| 3    | Juan Bostelmann Hermelindo Soto   | Mexiko   | 1:45,82 min |

#### Hoffnungslauf 3
| Rang | Athleten                             | Nation             | Zeit        |
| ---- | ------------------------------------ | ------------------ | ----------- |
| 1    | Denis Barré Steve King               | Kanada             | 1:47,21 min |
| 2    | Ryszard Oborski Grzegorz Śledziewski | Polen              | 1:47,30 min |
| 3    | Rod Gavin John Leonard               | Neuseeland         | 1:47,45 min |
| 4    | Michael Johnson William Leach        | Vereinigte Staaten | 1:49,95 min |
| 5    | Ng Hin Wan Hui Cheong                | Hongkong           | 2:06,42 min |

### Halbfinals
Die ersten drei Boote des Hoffnungsläufe erreichten die Halbfinals.

#### Halbfinale 1
| Rang | Athleten                             | Nation      | Zeit        |
| ---- | ------------------------------------ | ----------- | ----------- |
| 1    | Serhij Nahornyj Uladsimir Ramanouski | Sowjetunion | 1:38,65 min |
| 2    | József Deme János Rátkai             | Ungarn      | 1:38,92 min |
| 3    | Jean-Pierre Burny Paul Hoekstra      | Belgien     | 1:39,58 min |
| 4    | Lasar Christow Borislaw Borissow     | Bulgarien   | 1:42,41 min |
| 5    | Paolo Lepori Pier Duilio Puccetti    | Italien     | 1:43,51 min |
| 6    | Rod Gavin John Leonard               | Neuseeland  | 1:45,61 min |

#### Halbfinale 2
| Rang | Athleten                             | Nation         | Zeit        |
| ---- | ------------------------------------ | -------------- | ----------- |
| 1    | Joachim Mattern Bernd Olbricht       | DDR            | 1:39,06 min |
| 2    | Anders Andersson Lars Andersson      | Schweden       | 1:39,86 min |
| 3    | Hannu Kojo Kari Markkanen            | Finnland       | 1:40,06 min |
| 4    | Ryszard Oborski Grzegorz Śledziewski | Polen          | 1:41,65 min |
| 5    | Rudolf Blass Erich Pasch             | BR Deutschland | 1:42,64 min |
| 6    | Arend Bloem Lodewijk Jacobs          | Niederlande    | 1:43,63 min |

#### Halbfinale 3
| Rang | Athleten                        | Nation     | Zeit        |
| ---- | ------------------------------- | ---------- | ----------- |
| 1    | José Seguín Guillermo del Riego | Spanien    | 1:38,54 min |
| 2    | John Southwood John Sumegi      | Australien | 1:40,01 min |
| 3    | Larion Serghei Policarp Malîhin | Rumänien   | 1:40,38 min |
| 4    | Denis Barré Steve King          | Kanada     | 1:41,47 min |
| 5    | Bruno Bicocchi Antoine Cipriani | Frankreich | 1:43,36 min |
| 6    | Juan Bostelmann Hermelindo Soto | Mexiko     | 1:44,85 min |

### Finale
| Rang | Athleten                             | Nation      | Zeit        |
| ---- | ------------------------------------ | ----------- | ----------- |
| 1    | Joachim Mattern Bernd Olbricht       | DDR         | 1:35,87 min |
| 2    | Serhij Nahornyj Uladsimir Ramanouski | Sowjetunion | 1:36,81 min |
| 3    | Larion Serghei Policarp Malîhin      | Rumänien    | 1:37,43 min |
| 4    | José Seguín Guillermo del Riego      | Spanien     | 1:38,50 min |
| 5    | József Deme János Rátkai             | Ungarn      | 1:38,61 min |
| 6    | Hannu Kojo Kari Markkanen            | Finnland    | 1:39,59 min |
| 7    | Anders Andersson Lars Andersson      | Schweden    | 1:39,63 min |
| 8    | John Southwood John Sumegi           | Australien  | 1:39,77 min |
| 9    | Jean-Pierre Burny Paul Hoekstra      | Belgien     | 1:40,48 min |